# Hüsnüoğlu, Taşova
Hüsnüoğlu là một xã thuộc huyện Taşova, tỉnh Amasya, Thổ Nhĩ Kỳ. Dân số thời điểm năm 2010 là 123 người.